# ハイバイ、ママ!
『ハイバイ、ママ!』（朝: 하이바이, 마마!）は、2020年2月22日から4月19日までtvNで放送された韓国のテレビドラマ。5年前に亡くなった幽霊ママが、子供を見守りたいがために、49日の審判を受けて、人間界に舞い戻るヒューマンファンタジーストーリー。日本では、Netflixで2020年に配信された。

## あらすじ
ある日事故に遭って命を失ってしまった妊娠中のユリ（キム・テヒ）。亡くなったあとは無事生まれてきたソウ（ソ・ウジン）と夫ガンファ（イ・キュヒョン）のもとに幽霊として見守っていた。ユリが生まれたころからソウのことを見守っていたせいでソウは幽霊が見えることを知りショックを受ける。
娘を心配するあまり成仏しなかったことで娘を危険な目にさらしていたと知り、神に不幸を訴える。するとユリはなんとまた人間の姿として生き返ることとなる。更に生き返った49日間にもとにいた場所に戻ることができればそのまま人間として生き返ることができるのだが。

## 出演

### 主要人物
チャ・ユリ　演 - キム・テヒ
不慮の事故によりこの世を去り、夫と娘を見守っていた。しかし、ある日突然生き変わり、人間の前で姿を現す。
チョ・ガンファ　演 - イ・キュヒョン
心臓外科学医。亡きユリの夫。今はミンジョンと再婚をした。
オ・ミンジョン　演 - コ・ボギョル
ガンファの再婚相手。元看護士。
チョ・ソウ　演 - ソ・ウジン
ユリとガンファの娘。ある理由により幽霊が見える。

### ユリの周辺人物
コ・ヒョンジョン　演 - シン・ドンミ
ユリの親友でグンサンの妻。
ミ・ドンテク　演 - ユン・サボン
幽霊と会話が可能な霊媒師。
チャ・ヨンジ　演 - キム・ミス
ユリの妹。
チョン・ウンソク　演 - キム・ミギョン
ユリの母親。
チャ・ムプン　演 - パク・スヨン
ユリの父親。
チャン・ピルソン　演 - イ・シウ
航空会社パイロット。

### ガンファの周辺人物
ケ・グンサン　演 - オ・ウィシク
ガンファの親友でヒョンジョンの夫。精神科医である。
チャン教授　演 - アン・ネサン
大学病院の胸部外科教授。

### 納骨堂の幽霊
チョン・グィスン　演 - パン・ヒョジョン
7年前に亡くなった幽霊。
ソン・ミジャ　演 - ペ・ヘソン
マンソクの妻。55年前に亡くなった幽霊。
クォン・マンソク　演 - チェ・デソン
ミジャの夫。56年前に亡くなった幽霊。
ソ・ボンヨン　演 - パク・ウネ
ピルソンの母親。22年前に亡くなった幽霊。
チャン・テチュン　演 - キム・テゴン
ピルソンの父親。22年前に亡くなった幽霊。
チャン・ヨンシム　演 - シン・スヨン
ピルソンの姉。22年前に亡くなった幽霊。
カン・ビン  演　- イ・ジェウ
1年前に自殺した幽霊。元野球選手。
シム・グンチェ  演　- シム・ワンジュン
5年前に亡くなった幽霊。元高利貸し。
パク・ヘジン  演 - ペ・ユンジョン
4年前に自殺した幽霊。

### 特別出演
ソビンゴ　演 - イ・ジョンウン
ケ・グンサンの母、巫女。
キム・パンソク　演 - イ・デヨン
キム・ヘスの父親。幽霊。
シン・スンエ　演 - キム・スルギ
幽霊。

## 視聴率
| ep     | 放送日        | 題名                             | 平均視聴率 | 平均視聴率 |
| ep     | 放送日        | 題名                             | 全国       | ソウル     |
| ------ | ------------- | -------------------------------- | ---------- | ---------- |
| 第1話  | 2020年2月22日 | 人生は何が起こるか分からない     | 5.895%     | 6.209％    |
| 第2話  | 2020年2月23日 | 忘れられた季節                   | 6.111%     | 6.220%     |
| 第3話  | 2020年2月29日 | 死後に分かる"美しい人生"         | 5.373%     | 5.384%     |
| 第4話  | 2020年3月1日  | どんな出来事も起こりうる         | 6.519%     | 6.793%     |
| 第5話  | 2020年3月7日  | 偶然が運命に変わる瞬間           | 5.663%     | 5.971%     |
| 第6話  | 2020年3月8日  | 死に直面した時思い出すのは"家族" | 5.769%     | 5.746%     |
| 第7話  | 2020年3月14日 | 花が咲いて散る場所               | 6.101%     | 5.958%     |
| 第8話  | 2020年3月15日 | 別れに不慣れな人たち             | 5.428%     | 5.550%     |
| 第9話  | 2020年3月21日 | こんにちは あなたの光            | 5.859%     | 6.122%     |
| 第10話 | 2020年3月22日 | あなたの場所には届かない         | 5.431%     | 5.930%     |
| 第11話 | 2020年3月28日 | 与えられた"限りある人生"         | 5.324%     | 6.025%     |
| 第12話 | 2020年3月29日 | 私が消えていく日々               | 5.227%     | 5.517%     |
| 第13話 | 2020年4月11日 | 知らなかった話                   | 4.707%     | 5.086%     |
| 第14話 | 2020年4月12日 | あなたのせいじゃない             | 4.226%     | 4.460%     |
| 第15話 | 2020年4月18日 | 私の人生の"明日"                 | 4.795%     | 5.178%     |
| 第16話 | 2020年4月19日 | 花びらは散っても花は咲き続ける   | 5.133%     | 5.737%     |
| 平均   | 平均          | 平均                             | 5.473%     | 5.743%     |